# Vliegtuigcrash Bereneiland
De vliegtuigcrash Bereneiland  was een luchtvaartongeval dat plaatsvond op 28 maart 1954 op Bereneiland. Het vliegtuig was een Consolidated PBY Catalina (KK-N) van de Koninklijke Noorse luchtmacht. 
Het vliegtuig vertrok van het
Skattøra watervliegveld om post te bezorgen op Bereneiland, Hopen, Longyearbyen en Ny-Ålesund. Aan boord waren acht bemanningsleden en één passagier. De totale vlucht inclusief terugreis zou tussen de 17 en 18 uur duren. Het vliegtuig stortte op de terugreis op Bereneiland neer na een totale vlucht van 13 uur. 
De passagier was een medewerker van de Norsk Rikskringkasting, die een uitzending over de postbezorging wilde maken.

## Verloop
- KK-N stijgt op vanaf Skattøra watervliegveld (Tromsø) in de ochtend
- KK-N dropt succesvol post op Bereneiland.
- KK-N dropt succesvol post op Spitsbergen (Longyearbyen en Ny-Ålesund).
- KK-N dropt succesvol post op Hopen.
- 28 maart 1954 15.00: KK-N stort na 13 uur neer op Bereneiland tijdens de terugvlucht en verliest radiocontact.
- 28 maart 1954 17.00: KK-N wordt opgegeven als vermist.
- 28 maart 1954 19.00: Twee medewerkers van het weerstation op Bereneiland vinden al skiënd het wrak en treffen één overlevende aan.